# Malthe Jakobsen
Malthe Jakobsen (Thisted, 29 ottobre 2003) è un pilota automobilistico danese, nel 2023 ha vinto nella Classe LMP3 l'European Le Mans Series e la 12 Ore di Sebring.
Nel 2023 viene scelto nel programma giovani di Stellantis Motorsport e diventa anche riserva della Peugeot Sport.

## Carriera

### Inizi in Monoposto
Nel 2018 Jakobsen inizia la sua carriera automobilistica nella sua terra natale gareggiando nella Formula 4 danese. Dopo le difficoltà nella prima metà dell'anno il pilota danese ottiene tre podi e ottiene una pole position, finendo sesto in classifica. A fine dell'anno ha fatto anche due apparizioni nella Formula 4 South East Asia, dove a Sepang ottiene la sua prima vittoria in monoposto.
Nella stagione successiva, Jakobsen rimane in Formula 4, pur avendo saltato le prime tre corse della stagione e si laurea campione nella serie vincendo ben 11 gare. A fine stagione rappresenta la Danimarca nella prima edizione della FIA Motorsport Games Formula 4 Cup.

### Endurance
Nel 2020, Jakobsen passa alle corse con i prototipi, gareggiando nella categoria LMP3 della  European Le Mans Series con il team RLR MSport al fianco di James Dayson. Nella sua prima stagione da Rookie chiude al decimo posto in classifica conquistando un podio a Le Castellet. L'anno seguente rimane con il team RLR in coppia con Mike Benham e Alex Kapadia. Ottiene un podio e chiude nono in campionato.
Per la sua terza stagione nella European Le Mans Series passa al team Cool Racing sempre nella classe LMP3. Con il nuovo team ottiene due vittorie nella serie, la prima a Le Castellet e la seconda ad Algarve inoltre ottiene sei Pole position su sei corse. Jakobsen si laurea campione di classe e visti gli ottimi risultati prende parte ai test Rookie del Campionato del mondo endurance alla guida della Peugeot 9X8. L'anno seguente viene scelto della Stellantis Motorsport per entrare nel suo programma giovani, di conseguenza diventa pilota junior della Peugeot Sport e riserva nel progetto Hypercar. Sempre nel 2022, Jakobsen vince la 12 Ore di Sebring nella classe LMP3 dopo essere arrivato secondo alla 24 Ore di Daytona.
Nel 2023 passa alla classe LMP2 correndo nella Asian Le Mans Series dove ottiene il secondo posto assoluto. Lo stesso anno rimane nella European Le Mans Series in coppia con Nicolas Lapierre e Alexandre Coigny. Anche nella serie europea chiude secondo nella classe LMP2 Pro/Am. La stagione seguente  rimane legato al team Cool Racing in equipaggio con Lorenzo Fluxá e Ritomo Miyata.
Per la stagione 2025 del WEC, Jakobsen viene scelto come pilota ufficiale del team Peugeot al posto dello uscente Nico Müller. Per il pilota danese sarà l'esordio nella classe Hypercar. Nel 2025 tornerà per la terza volta a Daytona, per la seconda volta con la LMP2 di CrowdStrike Racing by APR.

## Risultati

### Riassunto della carriera
| Stagione | Serie                                 | Team                         | Gare | Vittorie | Pole | GPV | Podi | Punti | Pos. |
| -------- | ------------------------------------- | ---------------------------- | ---- | -------- | ---- | --- | ---- | ----- | ---- |
| 2018     | Formula 4 danese                      | FSP                          | 24   | 0        | 1    | 0   | 6    | 238   | 6º   |
| 2018     | Formula 4 South East Asia             | Meritus.GP                   | 6    | 1        | 0    | 0   | 2    | 70    | 8º   |
| 2019     | Formula 4 danese                      | FSP                          | 21   | 11       | 6    | 6   | 18   | 428   | 1º   |
| 2019     | Formula 4 South East Asia             | Meritus.GP                   | 12   | 0        | 0    | 0   | 3    | 89    | 12º  |
| 2019     | FIA Motorsport Games Formula 4 Cup    | Team Denmark                 | 2    | 0        | 0    | 0   | 0    | N/A   | 17º  |
| 2020     | European Le Mans Series - LMP3        | RLR MSport                   | 5    | 0        | 0    | 0   | 1    | 35    | 10º  |
| 2020     | Le Mans Cup - LMP3                    | RLR MSport                   | 2    | 0        | 0    | 0   | 0    | 0     | NC   |
| 2021     | Asian Le Mans Series - LMP3           | RLR MSport                   | 4    | 0        | 1    | 2   | 0    | 27    | 7º   |
| 2021     | European Le Mans Series - LMP3        | RLR MSport                   | 6    | 0        | 0    | 2   | 1    | 32    | 9º   |
| 2021     | IMSA SportsCar - LMP3                 | Performance Tech Motorsports | 1    | 0        | 0    | 0   | 0    | 252   | 32º  |
| 2021     | Le Mans Cup - LMP3                    | RLR Motorsport               | 2    | 0        | 0    | 0   | 1    | 0     | NC   |
| 2022     | European Le Mans Series - LMP3        | Cool Racing                  | 6    | 2        | 6    | 3   | 4    | 86    | 1º   |
| 2022     | Le Mans Cup - LMP3                    | Cool Racing                  | 7    | 1        | 0    | 2   | 1    | 53    | 4º   |
| 2022     | IMSA SportsCar - LMP3                 | Sean Creech Motorsport       | 5    | 1        | 1    | 1   | 3    | 1241  | 8º   |
| 2023     | Asian Le Mans Series - LMP2           | Cool Racing                  | 4    | 1        | 0    | 2   | 2    | 54    | 2º   |
| 2023     | European Le Mans Series - LMP2 Pro/Am | Cool Racing                  | 6    | 2        | 0    | 0   | 5    | 101   | 2º   |

*Stagione in corso.

### Risultati nel ELMS
| Anno    | Squadra     | Classe      | Vettura        | LEC | SPA | LEC | MON | ALG |     | Punti | Pos. |
| ------- | ----------- | ----------- | -------------- | --- | --- | --- | --- | --- | --- | ----- | ---- |
| 2020    | RLR MSport  | LMP3        | Ligier JS P320 | 3   | 7   | 4   | 9   | Rit |     | 35    | 10º  |
| Anno    | Squadra     | Classe      | Vettura        | BAR | RBR | LEC | MON | SPA | ALG | Punti | Pos. |
| 2021    | RLR MSport  | LMP3        | Ligier JS P320 | 2   | Rit | 4   | 9   | Rit | Rit | 32    | 9º   |
| Anno    | Squadra     | Classe      | Vettura        | PAU | IMO | MON | BAR | SPA | POR | Punti | Pos. |
| 2022    | Cool Racing | LMP3        | Ligier JS P320 | 1   | 3   | Rit | 3   | Rit | 1   | 86    | 1º   |
| Anno    | Squadra     | Classe      | Vettura        | BAR | LEC | ARA | SPA | POR | ALG | Punti | Pos. |
| 2023    | Cool Racing | LMP2 Pro/Am | Oreca 07       | 3   | 2   | Rit | 1   | 1   | 2   | 101   | 2º   |
| Anno    | Squadra     | Classe      | Vettura        | BAR | LEC | IMO | SPA | MUG | ALG | Punti | Pos. |
| 2024    | Cool Racing | LMP2        | Oreca 07       | 1   | Rit | Rit | 5   | 9   | 1   | 62    | 3°   |
| Legenda |             |             |                |     |     |     |     |     |     |       |      |

*Stagione in corso.

### Risultati nella ALMS
| Anno    | Squadra            | Classe | Vettura  | DUB | DUB | ABU | ABU |     | Punti | Pos. |
| ------- | ------------------ | ------ | -------- | --- | --- | --- | --- | --- | ----- | ---- |
| 2023    | Cool Racing        | LMP2   | Oreca 07 | 8   | 5   | 1   | 3   |     | 54    | 2º   |
| Anno    | Squadra            | Classe | Vettura  | SEP | SEP | DUB | ABU | ABU | Punti | Pos. |
| 2023-24 | CrowdStrike Racing | LMP2   | Oreca 07 | 6   | 1   | 3   | 1   | 5   | 83    | 1°   |
| Legenda |                    |        |          |     |     |     |     |     |       |      |

### Risultati nel WEC
| Anno    | Squadra       | Classe   | Vettura     | QAT | IMO | SPA | LMS | SÃO | COA | FUJ | BHR | Punti | Pos. |
| ------- | ------------- | -------- | ----------- | --- | --- | --- | --- | --- | --- | --- | --- | ----- | ---- |
| 2025    | Peugeot Sport | Hypercar | Peugeot 9X8 | 12  | 12  | Rit | 10  |     |     |     |     | 2*    |      |
| Legenda |               |          |             |     |     |     |     |     |     |     |     |       |      |

* Stagione in corso.

### Risultati 24 Ore di Daytona
| Anno | Team                      | Co-piloti                                    | Vettura        | Classe | Giri | Pos. | Pos. classe |
| ---- | ------------------------- | -------------------------------------------- | -------------- | ------ | ---- | ---- | ----------- |
| 2022 | Sean Creech Motorsport    | João Barbosa Lance Willsey Sebastian Priaulx | Ligier JS P320 | LMP3   | 722  | 33   | 2º          |
| 2024 | CrowdStrike Racing by APR | Colin Braun George Kurtz Toby Sowery         | Oreca 07       | LMP2   | 767  | 10   | 2º          |

### Risultati 12 Ore di Sebring
| Anno | Team                   | Co-piloti                  | Vettura        | Classe | Giri | Pos. | Pos. classe |
| ---- | ---------------------- | -------------------------- | -------------- | ------ | ---- | ---- | ----------- |
| 2022 | Sean Creech Motorsport | João Barbosa Lance Willsey | Ligier JS P320 | LMP3   | 331  | 13   | 1º          |

### Risultati 24 Ore di Le Mans
| Anno | Team                  | Co-Pilota                         | Vettura         | Classe   | Giri | Pos. | Class Pos. |
| ---- | --------------------- | --------------------------------- | --------------- | -------- | ---- | ---- | ---------- |
| 2023 | Cool Racing           | Alexandre Coigny Nicolas Lapierre | Oreca 07-Gibson | LMP2     | 316  | 23º  | 12º        |
| 2024 | Cool Racing           | Ritomo Miyata Lorenzo Fluxá       | Oreca 07-Gibson | LMP2     | 289  | 26º  | 12º        |
| 2025 | Peugeot TotalEnergies | Loic Duval Stoffel Vandoorne      | Peugeot 9X8     | Hypercar | 384  | 11º  | 11º        |